# کانگشیوار
کانگشیوار (به لاتین: Kangxiwar) یک منطقهٔ مسکونی در چین است که در شاهیدولا واقع شده‌است. کانگشیوار ۴٬۰۰۰ متر بالاتر از سطح دریا واقع شده‌است.